# Los 40 (Ecuador)
Los 40 (estilizado como LOS40; anteriormente conocida como Los 40 Principales) es una estación radial ecuatoriana de origen español. Es propiedad de PRISA Radio (España).
Los 40 está presente en otros países como España, país original de la emisora y en varios países de Hispanoamérica como Argentina, Chile, Colombia, Costa Rica, Guatemala, México, Nicaragua, Panamá, Paraguay, República Dominicana, entre otros), es una emisora joven, dinámica y dedicada a la tendencia de la música actual, tanto en español como en inglés.

## Primera etapa (2005-2016)
Los 40 Ecuador se transmitió inicialmente desde Quito, Ecuador, en la frecuencia 97.7 FM desde el 1 de noviembre de 2005 hasta el 30 de noviembre de 2016, dirigida a la clase media y alta de edades 18 a 40 años. Su eslogan fue: Toda la actitud, la radio de los éxitos, siendo su operador el Grupo Radio Centro FM en conjunto con Prisa Radio. Entre los principales programas de la emisora se destacaron: El Big Show conducido por Juan Carlos González, A Toda Música, conducido por Roberto Álvarez Wandemberg, uno de los conductores más queridos y populares del país, Ruta 40 con Marcelo Guzmán, Café 40 con Daniela Barragán y la lista Del 40 al 1 con Diego Grijalva, también transmitió el World Dance Music conducido por Luis López. 
Realizó varios eventos con artistas de éxito, como el Evento 40 donde se presentaron artistas de éxito locales e internacionales, y durante algunos años realizaron la entrega de los Premios 40 Principales Ecuador y varios Básicos. 
La emisora transmitió en varias ciudades del Ecuador como:
- Quito 97.7 FM
- Santo Domingo 97.7 FM
- Esmeraldas 94.7 FM
- Manta 94.9 FM
- Portoviejo 94.9 FM
- Atacames 94.7 FM
- Imbabura 103.9 FM
- Riobamba 94.1 FM
- Salinas 97.7 FM

## Segunda etapa (2016-2018)
A partir de diciembre de 2016, Los 40 Ecuador cambió de operador, emisora y figuras, y emitió su señal desde Guayaquil, Ecuador, con la frecuencia 103.3 desde el 1 de diciembre de 2016 hasta el 31 de diciembre de 2018, dirigida a la clase media y alta de edades 18 a 40 años. Su eslogan fue Music Inspires Life, siendo su operador Albavisión a través de Central de Radios (CDR) en conjunto con Prisa Radio. La emisora incluyó programas de entretenimiento como: Todos arriba, El morning de Los 40 conducido por Brianna Pinos; Fórmula 40, dirigido por Carolina Gordón y Ema Velásquez (en diferentes horarios cada uno); Del 40 al 1, conducido por Brianna Pinos; Los 40 Global Show, con Tony Aguilar y el programa World Dance Music conducido por Luis López.
La emisora también transmitió en varias ciudades del Ecuador como:
- Quito 96.1 FM
- Guayaquil 103.3 FM
- Cuenca 100.5 FM
- Manabí 102.9 FM

## Tercera etapa (2019-actualidad)
En asociación directa entre Prisa y RGA Comunicaciones, desde el mes de noviembre de 2019 empezaron las emisiones de prueba y el 2020 arranca oficialmente esta nueva etapa de Los 40 Ecuador, siendo su target el público joven de 16 a 45 años . Su eslogan es Todos los éxitos.
Se emite la señal digital en su sitio web, en la app de Los 40 y en Tunein Radio. 
A partir del 12 de julio de 2023 se emite en señal abierta para Riobamba en la frecuencia 95.7 FM hasta Julio 2024 en el cual decide finalizar su transmisión para Riobamba en esta frecuencia.  y desde el 17 de julio de 2023 para Imbabura, norte de Pichincha y el sur de Carchi en la frecuencia 96.3 FM.